# Max Friz
Max Friz, född 1 oktober 1883, död 9 juni 1966, var en tysk ingenjör och motorkonstruktör. Friz är mest känd för sitt arbete som motorkonstruktör på BMW där han utvecklade flygplansmotorer och boxermotorer. Friz var också den som skapade BMW:s första motorcykel BMW R32.
Friz studerade vid Königliche Baugewerkschule och började sin karriär vid Daimler-Motoren-Gesellschaft i Stuttgart. Han gick sedan över till Rapp Motorenwerke GmbH som blev Bayerische Motoren-Werke GmbH (BMW). Friz blev för sin utveckling av BMW:s flygmotorer internationellt uppmärksammad. Flygmotorn BMW IIIa blev en stor framgång och användes bland annat i Junkers F 13. När BMW inte fick tillverka flygmotorer skapade Friz motorcykeln BMW R32 med boxermotor och kardandrift som blivit sinnebilden av BMW:s motorcyklar. Friz var 1925-1937 teknisk direktör och chefskonstruktör hos BMW. Han gick i pension 1945.